# 檀敷
檀敷（？—？），字文有，一作字文友，山陽郡瑕丘縣（今山東省濟寧市）人，東漢八及之一。

## 生平
檀敷年輕時爲儒生，家貧但志氣清高，不接受鄉民的施惠。舉孝廉，公府好幾次徵召檀敷，檀敷都不就任。建造學舍教授學生，遠來就學的經常有數百人。漢桓帝時，徵召檀敷為博士，但檀敷也不願意就任。漢靈帝即位後，太尉黃瓊舉他爲方正，對答適應時代的潮流，升任議郎，補任蒙縣令。因郡守不是適當的人選，而棄官。家無産業，與子孫同衣而出。八十歲時在家中去世。
張儉、岑晊、劉表、陳翔、孔昱、苑康、檀敷、翟超八人，人稱八及，即能引導他人追隨眾人所宗仰的賢人。
| 東漢八及 | 張儉 · 岑晊 · 刘表 · 檀敷 · 陳翔 · 孔昱 · 苑康 · 翟超 |

## 外部鍵結
- 中國哲學書電子化計劃 （页面存档备份，存于）

## 延伸阅读
[在维基数据编辑]
 《後漢書/卷67》，出自范晔《後漢書》